# Jean-Pierre Bernard
Jean-Pierre Bernard (Parigi, 22 gennaio 1933 – 7 luglio 2017) è stato un attore francese.

## Filmografia parziale

### Cinema
- Caccia all'uomo (Requiem pour un caïd), regia di Maurice Cloche (1964)
- Fino a farti male (Adélaïde), regia di Jean-Daniel Simon (1968)
- The Adding Machine, regia di Jerome Epstein (1969)
- Le notti boccaccesche di un libertino e di una candida prostituta (Raphaël ou le débauché), regia di Michel Deville (1971)
- Assassinio sull'Eiger (The Eiger Sanction), regia di Clint Eastwood (1975)
- Rebus per un delitto (Une affaire d'hommes), regia di Nicolas Ribowski (1981)
- I miserabili (Les misérables), regia di Robert Hossein (1982)
- Brigade des moeurs, regia di Max Pécas (1985)
- Le Soulier de satin, regia di Manoel de Oliveira (1985)
- L'amico traditore (Mon ami le traître), regia di José Giovanni (1988)
- Monique, regia di Valérie Guignabodet (2002)
- Un uomo e il suo cane (Un homme et son chien), regia di Francis Huster (2008)

### Televisione
- Les habits noirs - serie TV, 31 episodi (1967)
- Lumière violente - serie TV, 10 episodi (1970)
- Richelieu - miniserie TV (1977)